# Tamara Duda
Tamara Anatoliyivna Duda (en ucraniano: Тамара Анатоліївна Дуда; nacida el 5 de enero de 1976), conocida en Ucrania por el seudónimo de Tamara Horikha Zernya (en ucraniano: Тамара Горіха Зерня), es una escritora y traductora ucraniana. Tras darse a conocer por su página de Facebook en la que documentaba su tiempo como voluntaria en el Donbás durante las primeras fases de la Guerra ruso-ucraniana, Duda se ha convertido en novelista, y su primera novela, Hija (2019), ganó el Premio Nacional Shevchenko de Literatura 2022, entre otros galardones.

## Primeros años y educación
Duda nació en Kiev en 1975. Su padre era un físico de Nedryhailiv, mientras que su madre era profesora de matemáticas de Sumy. En 1992, Duda se licenció en el Liceo Ucraniano de Humanidades; al año siguiente, empezó a estudiar periodismo en la Universidad Nacional Taras Shevchenko de Kiev, donde se graduó en 1998. Entre 2003 y 2005, Duda estudió en la Universidad Internacional de Kiev, tras lo cual emprendió una carrera como traductora, principalmente de textos económicos del inglés al ucraniano.

## Voluntariado y ascenso a la fama
Entre 2014 y 2016, Duda participó como voluntario en la Operación de Fuerzas Conjuntas en el Donbás tras el inicio de la guerra ruso-ucraniana. Tras observar a ucranianos heridos en el hospital con lesiones oculares causadas por la metralla, Duda comenzó a comprar gafas tácticas al Gobierno estadounidense, y posteriormente las donó a las Ejército ucraniano. Durante su estancia en el frente, Duda empezó a publicar en Facebook bajo el seudónimo de Tamara Horikha Zernya, con el que consiguió un gran número de seguidores. Mientras trabajaba como voluntaria, conoció a Svyatoslav Boyko, con quien más tarde se casaría; ambos recibieron el reconocimiento a su labor voluntaria del alcalde de Kiev.

## Carrera literaria
Hija (ucraniano: Доця, 'dotsya'), la primera novela de Duda, fue publicada en 2019 por Bilka. Ambientada en 2014, durante el inicio de la guerra ruso-ucraniana, la novela sigue a Natalia, una mujer de negocios de Donetsk que pasa a convertirse en voluntaria en el esfuerzo bélico. Desde su publicación, Hija ha sido traducida al inglés, letón, lituano, Macedonio y Polaco, y se han adquirido los derechos para adaptarla al cine. Hija fue nombrada Libro del Año por BBC News Ukrainian, y en 2022 Duda recibió el Premio Nacional Shevchenko por la novela de manos del Presidente ucraniano Volodímir Zelenski, además de recibir el reconocimiento del Lviv Foro del Libro y del Cherkasy Foro del Libro.
La segunda novela de Duda, Pryntsyp vtruchannya (en español: "el principio de la intervención"), se publicó en 2021. La historia, ambientada en la actualidad, sigue a Stanislava, una profesora de matemáticas viuda cuyo marido fue asesinado durante la guerra ruso-ucraniana, que regresa a su pueblo natal en Óblast de Cherkasy para ayudar a un amigo a investigar el paradero de una novia desaparecida. La novela termina notablemente con Stanislava bailando sobre la tumba de Vladímir Putin.

## Vida personal
Duda está casada con el músico Svyatoslav Boyko, con quien tiene tres hijos. Durante la pandemia de Pandemia de COVID-19, Duda y su familia se trasladaron de Kiev a un pueblo cercano a Hlukhiv en Óblast de Sumy.